# 1598.
◄ | 15. stoljeće | 16. stoljeće | 17. stoljeće | ►
◄ | 1560-ih | 1570-ih | 1580-ih | 1590-ih | 1600-ih | 1610-ih | 1620-ih | ►
◄◄ | ◄ | 1595. | 1596. | 1597. | 1598. | 1599. | 1600. | 1601. | ► | ►►
Arhitektura • Astronomija • Glazba • Kazalište • Kiparstvo • Knjige • Književnost • Kršćanstvo • Medicina • Politika • Pravo • Promet • Slikarstvo • Znanost

## Rođenja
- 7. prosinca – Gian Lorenzo Bernini, talijanski kipar, graditelj i slikar († 1680.)

## Smrti
- 13. rujna – Filip II., kralj Španjolske (* 1527.)

## Vanjske poveznice
|  | Zajednički poslužitelj ima još gradiva o temi 1598. |